# Rodgers en Hart

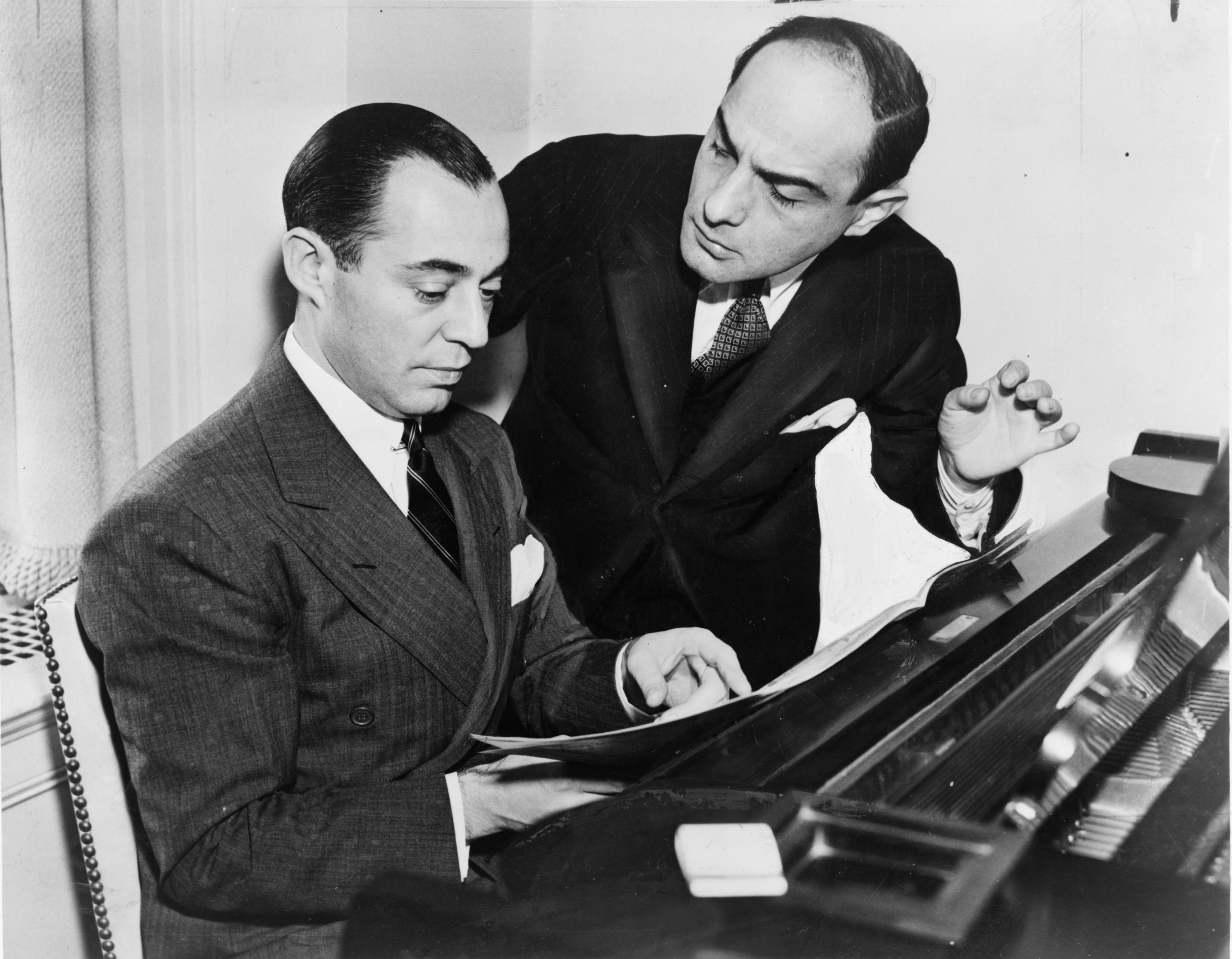
Rodgers and Hart

Rodgers en Hart was een team van songwriters bestaande uit Richard Rodgers en Lorenz Hart. Zij werkten vanaf 1919 tot de dood van Hart in 1943 samen aan dertig musicals.
De musicals van die tijd waren vooral een kapstok om liedjes aan op te hangen. De musicals hebben nu weinig succes als ze opnieuw uitgevoerd worden, maar de liedjes van Rodgers en Hart behoren tot de klassiekers van het Amerikaanse repertoire. Tot de mooiste uitvoeringen behoren die van Ella Fitzgerald in haar Rodgers and Hart songbook uit 1956.